# Арон Џексон
Арон Џексон (енгл. Aaron Jackson; Хартфорд, 6. мај 1986) је амерички кошаркаш. Игра на позицијама плејмејкера и бека, а тренутно је без ангажмана.

## Биографија
Џексон је колеџ каријеру провео на универзитету Дукејн где је наступао од 2005. до 2009. године. Након што није изабран на НБА драфту, каријеру почиње у Европи. Први тим му је била Анталија где се задржава до марта 2010. када прелази у Виртус Болоњу до краја сезоне. Од 2010. до 2012. је наступао за екипу Билбаа, а од 2012. до 2017. је играо за московски ЦСКА. Са њима је освојио Евролигу у сезони 2015/16, а има и пет титула освојених у ВТБ лиги.

## Успеси

### Клупски
- ЦСКА Москва:
  - Евролига (1): 2015/16.
  - ВТБ јунајтед лига (5): 2012/13, 2013/14, 2014/15, 2015/16, 2016/17.
  - Првенство Русије (1): 2012/13.